# ماگنوس واسن
ماگنوس واسن (انگلیسی: Magnus Wassén؛ ۱ سپتامبر ۱۹۲۰ – ۲۳ ژوئن ۲۰۱۴ (aged 93)) قایقران، و قایقران قایق بادبانی اهل سوئد بود.